# Carl Erik Hedlund
Carl Erik Hedlund, född 6 december 1936 i Umeå, är en svensk företagsledare och politiker (moderat), som var ordinarie riksdagsledamot 1995–2002 (dessförinnan ersättare 1994 och 1995) för Stockholms kommuns valkrets.
Han hade tidigare varit företagsledare, VD i ASK-Bolagen 1970–1979 och var initiativtagare till bildandet av Dagab, som var ett samgående mellan ett antal privatägda livsmedelsgrossistföretag. Han var VD i Dagab 1974–1979 och blev därefter VD för Ahlsellkoncernen 1980–1986, därefter var han arbetande styrelseordförande i WASA Försäkring, som var resultatet av en fusion mellan fyra ömsesidiga försäkringsbolag fram till 1994. 1986 blev han ordförande i Moderata Samlingspartiets företagarråd och adjungerad i partistyrelsen till och med 2001.
Carl Erik Hedlund var ordförande i Handelns Arbetsgivareorganisation (HAO) 1981–1987, ledamot i styrelsen och styrelsens arbetsutskott i Svenska Arbetsgivareföreningen 1980–1987, styrelseordförande i Sveriges Hotell och Restaurangförbundet 1987–1994, Stockholms Handelskammare 1991–1998, Stiftelsen Folkoperan 1986–1998, Allmänna Idrottsklubben (AIK) 1980–1986, Förvaltningsstiftelsen för SR, SVT och UR 1993–2003.